# Chiesa di San Giovanni Evangelista (Milano)
La chiesa di San Giovanni Evangelista era una chiesa di Milano. Situata nell'attuale via Fatebenefratelli, fu sconsacrata nella seconda metà dell'XIX secolo.

## Storia e descrizione
Della chiesa vi sono poche notizie in quanto la sua storia è legata all'esistenza dei collegi aggregati: l'edificio era composto da un piccolo edificio appartenente all'ordine degli Umiliati e fu consacrata nel 1543.
Dapprima affiancato al Collegio dei Nobili da parte di San Carlo Borromeo, nel XVII secolo alla chiesa fu aggregato il Collegio dei Perseveranti, scuola di "belle lettere" creata per opera di Federico Borromeo.